# Spinal Cord
Spinal Cord est un groupe polonais de death et thrash metal, originaire de Busko-Zdrój.

## Histoire
Le groupe se forme en août 1999 à Busko-Zdrój, en Pologne, avec Michał « Barney » Bachrij (chant), Piotr « Smoq » Smodrzewski (guitare), Michał « Boba » Dobaj (basse), Sebastian « Basti » Łuszczek (batterie) et Krystian « Dino » Wojdas (guitare).
En avril 2000, au studio Hendrix de Lublin, le groupe, en collaboration avec Arkadiusz Malczewski, enregistre sa première démo intitulée AD.2000. Elle est mixée par Grzegorz Piwkowski. La même année, le groupe se produit lors du Millennium Tour 2000 de Behemoth avec Devilyn et Nomad. En 2001, Łuszczek et Wojdas font équipe avec le groupe Devilyn. Łuszczek rejoint également le groupe Hell-Born. En novembre 2002, le groupe commence à enregistrer son premier album intitulé Remedy au Screw Factory Studio à Dębica. En janvier 2003, le groupe signe un contrat avec Empire Records et l'album sort le 23 mai de la même année. En juin, dans le cadre du 2003 Empire Invasion Tour, le groupe se produit aux côtés de Dies Irae, Hate, Lost Soul et Esqarial.
En 2004, le bassiste Michał « Boba » Dobaj quitte le groupe et est remplacé par Marcin « Novy » Nowak, connu pour ses performances dans les groupes Vader et Behemoth. Avec le nouveau line-up à nouveau au Screw Factory Studio à Dębica en collaboration avec Janusz Bryta, le groupe commence à enregistrer son deuxième album Stigmata of Life (2004), mixé par les frères Wiesławski au Hertz Studio à Białystok,.
En 2007, le chanteur Bachrij et le guitariste Smodrzewski quittent le groupe pour des raisons personnelles. Le bassiste Marcin « Novy » Nowak reprend les fonctions de chanteur du groupe. En 2008, avec un line-up de trois membres, le groupe commence à travailler sur l'album Schizmatech. En 2010, le chanteur Michal « Barney » Bachrij revient dans le groupe. Le groupe s'enrichit également d'un second guitariste, Piotr « Żuru » Szydłowski. 

## Discographie
- 2000 : A.D.2000 (démo)
- 2003 : Remedy [10] (Empire Records, Crash Music)
- 2004 : Stigmata of Life[11] (Empire Records)